# Brachycythara barbarae
Brachycythara barbarae är en snäckart som beskrevs av Israel Lyons 1972. Brachycythara barbarae ingår i släktet Brachycythara och familjen kägelsnäckor. Inga underarter finns listade i Catalogue of Life.